# Коржовка (Кременчугский район)
Коржовка (укр. Коржівка) — село, Гориславский сельский совет, Кременчугский район, Полтавская область, Украина.
Код КОАТУУ — 5322480804. Население по переписи 2018 года составляло 34 человека.

## Географическое положение
Село Коржовка находится на левом берегу реки Сухой Кагамлык, выше по течению на расстоянии в 1,5 км расположено село Погребы, ниже по течению примыкает село Миловидовка. Рядом проходит железная дорога, ближайшая станция Платформа 272 км.

## История
Коржовка после 1945 года отделилась от Миловидовки.